# Lasse Fosgaard
Lasse Fosgaard (født 6. september 1986) er en dansk fodboldspiller, der spiller for den danske fodboldklub Avarta. Han er søn af den tidligere KB-spiller Bo Fosgaard.

## Karriere

### Lyngby Boldklub
Den 4. januar 2017 blev det offentliggjort, at Fosgaard havde forlænget aftalen frem til sommeren 2019.

### Avarta
Efter 10 sæsoner i den kongeblå trøje valgte Lasse Fosgaard at takke af fra øverste niveau i dansk fodbold, og flytte til hans tidligere klub Avarta, der på daværende tidspunk var rykket ned i Danmarksserien.